# Stánek smlouvy
Stánek smlouvy, hebr. 'óhel mô‘éd [Ex 27,21; 28,43; 33,7], je místem spojení a komunikace mezi člověkem a Bohem podle biblického pojetí. Stánek rovněž symbolizoval přítomnost Boží uprostřed vyvoleného lidu. Tato byla zvláště zdůrazněna umístěním desek Smlouvy, Desatera.  

## V kultuře
V České republice se koná pod záštitou místních křesťanských zájemců dle regionů Davidův stánek. Smyslem této akce jsou křesťanské chvály a uctívání, modlitby a setkání. Na akcích bývá také podáváno občerstvení.